# Sony Watchman

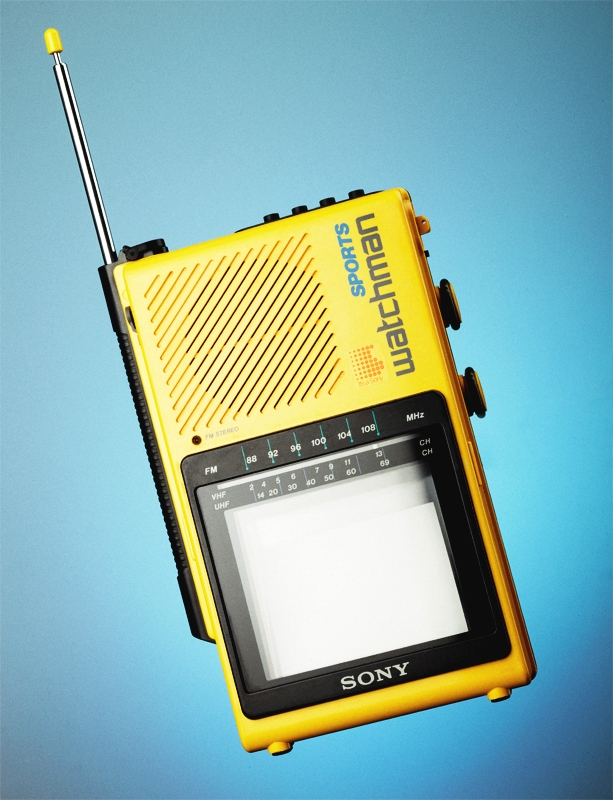
Sony Sports Watchman

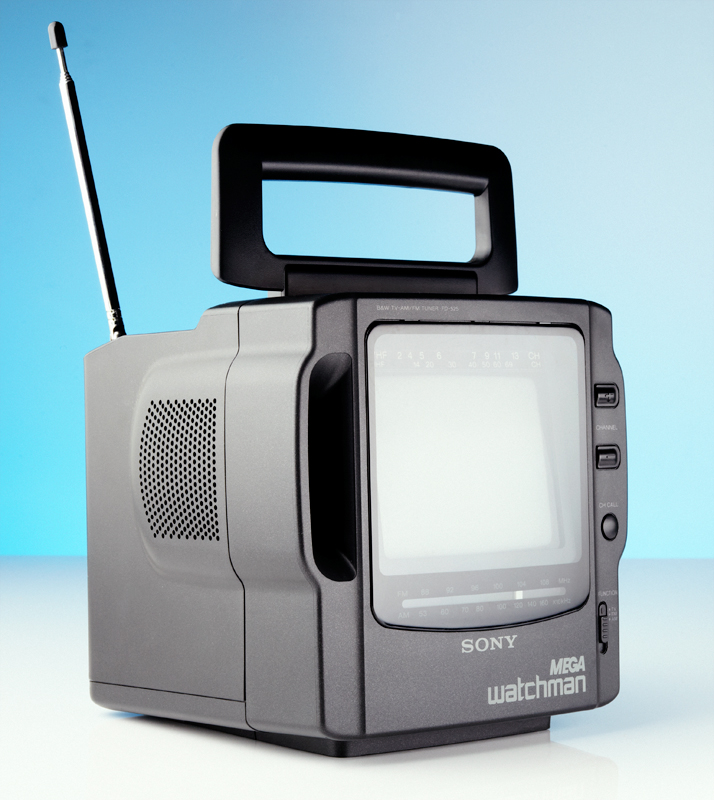
Sony MEGA Watchman

Sony Watchman — це лінійка портативних кишенькових телевізорів під торговою маркою Sony. Лінійка була представлена в 1982 році і виробництво припинено в 2000 році. 
Його назва походить від портманто, утвореного з «Watch» (дивитися телевізор) і «man» із персональних касетних аудіоплеєрів Walkman від Sony. До зняття з виробництва було виготовлено понад 65 моделей Watchman. У міру розвитку моделей, розмір дисплея збільшувалися і додавались нові функції. Через перехід на цифрове мовлення більшість Sony Watchmans втратили свою корисність; тепер їх потрібно підключити до цифрового перетворювача, щоб отримувати прямі трансляції, але багатьом для цього бракує вхідних роз'ємів.

## FD-210
Початкова модель була представлена в 1982 році як FD-210, яка мала чорно-білий п'ятисантиметровий (2") дисплей з електронно-променевою трубкою. Пристрій важив близько 650 грамів (23 унції) з розмірами 87 x 198 x 33 міліметри (3½" x 7¾" x 1¼"). Пристрій продавали в Японії за ціною 54 800 єн. Приблизно через два роки, у 1984 році, пристрій було представлено в Європі та Північній Америці.

## Пізніші випуски
Sony випустила понад 65 моделей Watchman до закриття лінійки в 2000 році. Після випуску наступних моделей після FD-210 розмір дисплея збільшився, і були представлені нові функції. FD-3, представлений у 1987 році, мав вбудований цифровий годинник. FD-30, представлений у 1984 році, мав вбудоване AM/FM стерео радіо. FD-40/42/44/45 були одними з найбільших Watchman, використовуючи 4-дюймовий ЕПТ-дисплей. FD-40 представив один композитний A/V вхід. FD-45, представлений у 1986 році, був водостійким. У 1988/1989 роках був представлений кольоровий телевізор/монітор Watchman FDL 330S з РК-дисплеєм. У 1990 році був представлений годинник FDL-310 з кольоровим РК-дисплеєм. FD-280/285, виготовлений з 1990 по 1994 рік, був останнім Watchman, який використовував чорно-білий ЕПТ-дисплей. Одним з останніх Watchman був FDL-22, представлений у 1998 році, який мав ергономічний корпус, який полегшував його утримання, і представив Sony Straptenna, де ремінець служив антеною.

## Спадщина
Через перехід телевізійного мовлення на цифрове, більшість моделей Sony Watchman втратили свою корисність, оскільки тепер їх потрібно підключати до блоку цифрового конвертора.

## Маркетинг у медіа
У фільмі «Людина дощу» модель Sony Watchman показувалась багато разів.

## Галерея

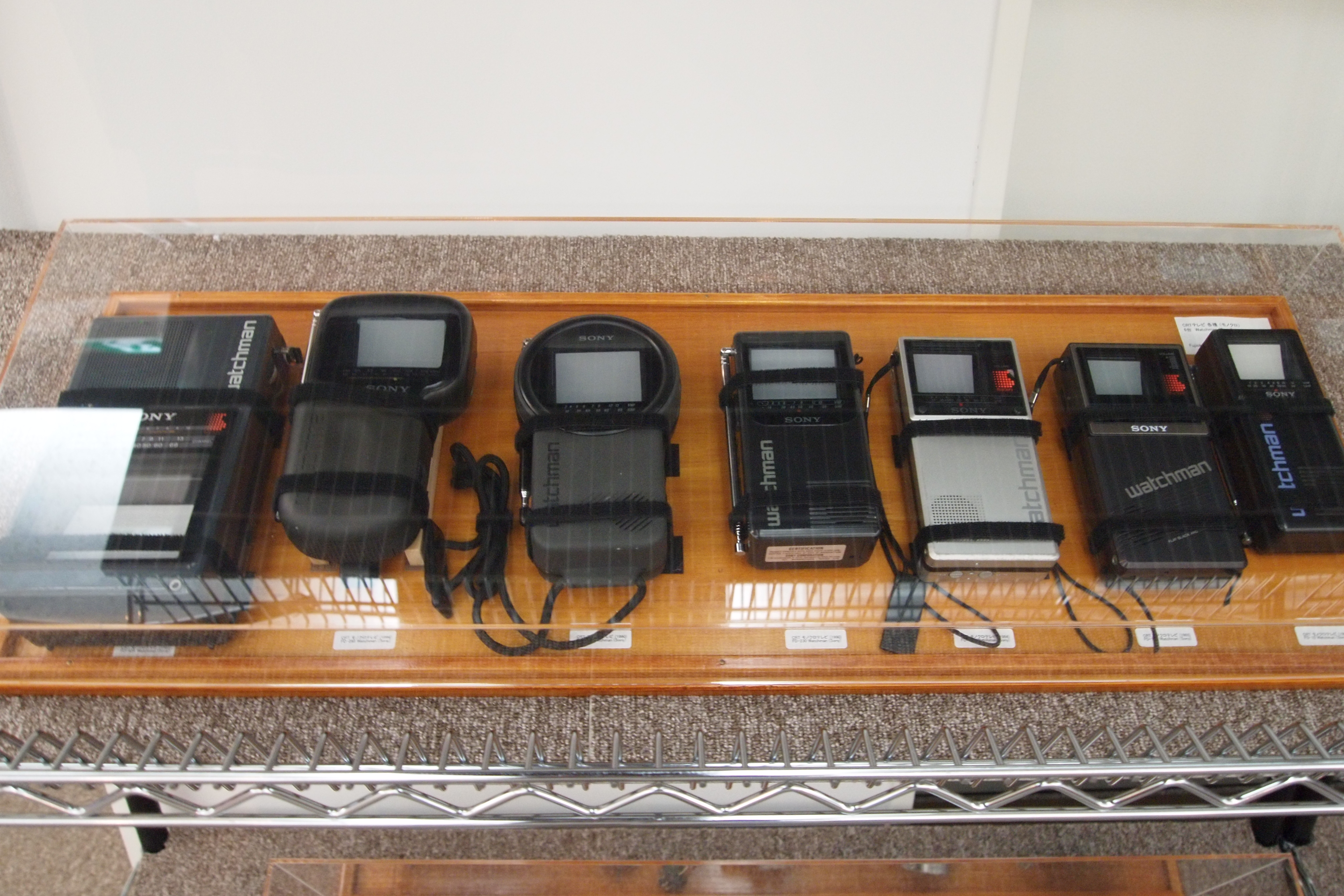
Various models of Sony Watchman
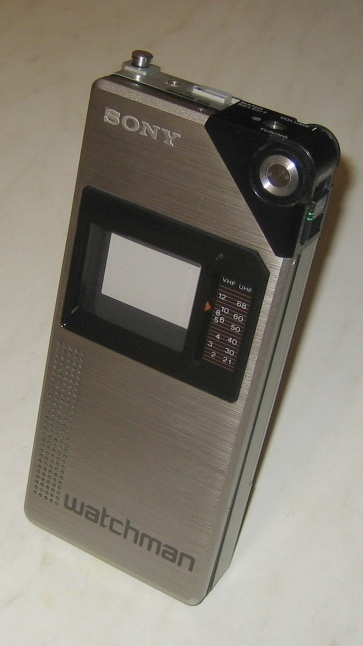
A Sony FD-210 Watchman
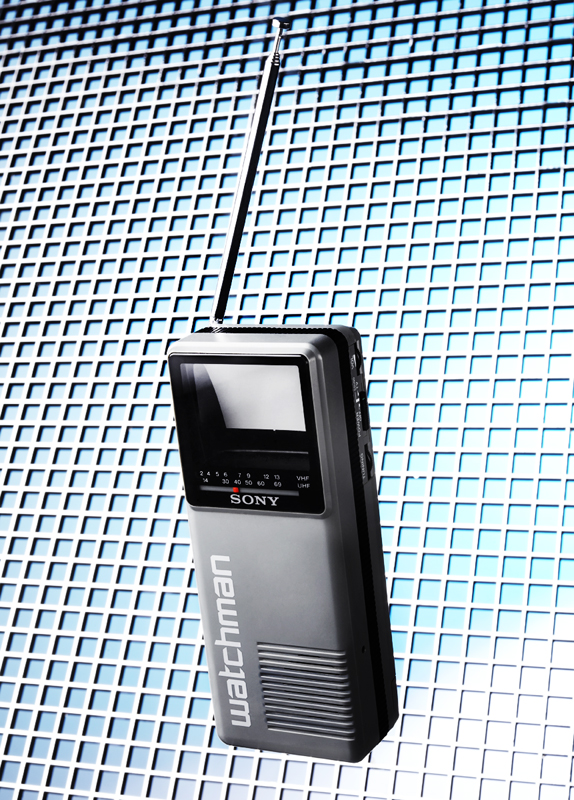
Sony FD-10 Pocket Watchman